# راندولف (فيرمونت)
راندولف (بالإنجليزية: Randolph, Vermont) هي بلدة تقع في مقاطعة أورانج (فيرمونت) بولاية فيرمونت في الولايات المتحدة. تأسست عام 1781 (Vermont)، تبلغ مساحتها 124.1 (كم²)، وترتفع عن سطح البحر 420 م، بلغ عدد سكانها 4583 نسمة في عام 2000 حسب إحصاء مكتب تعداد الولايات المتحدة وتصل الكثافة السكانية فيها 39.2 نسمة/كم2.

## معرض صور

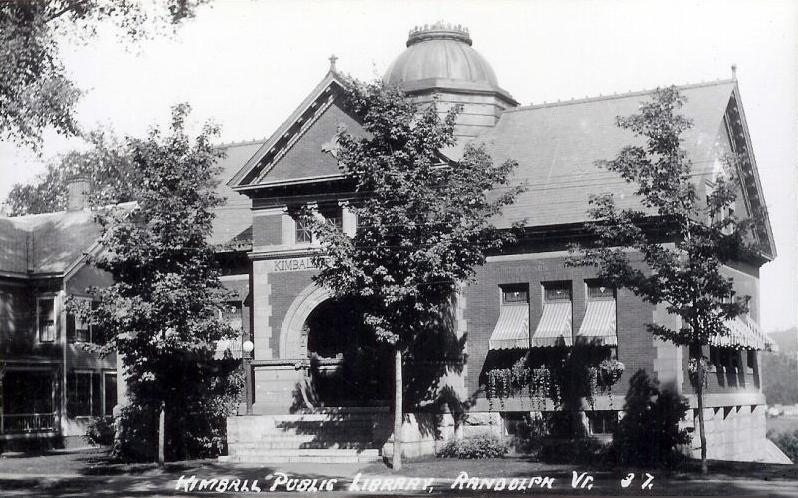
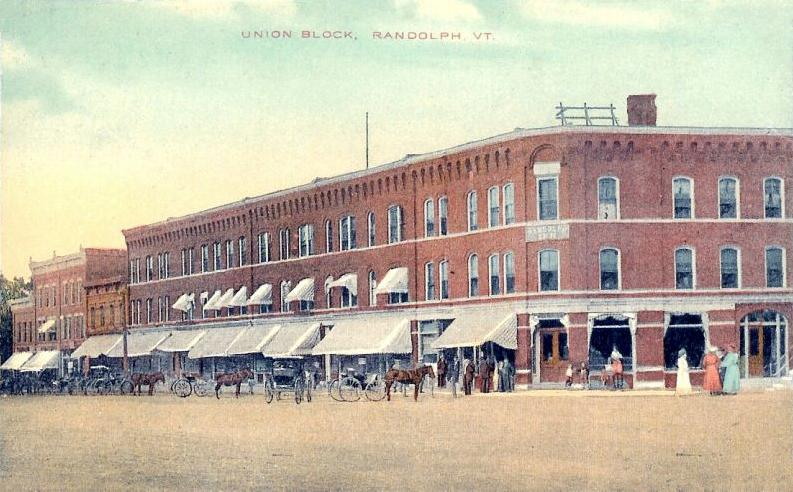
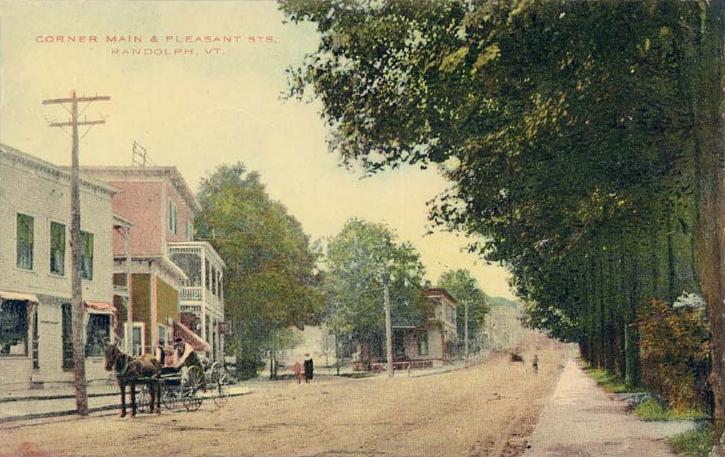

## أعلام
- تشلسي مارشال
- زوسيا ماميت
- جاستن مورغان
- جوناثان ميلر
- ويليام إتش دوبويس

## وصلات خارجية
- Town website نسخة محفوظة 16 مايو 2014 على موقع واي باك مشين.
- The US50 - Cities and Towns in Vermont State
- Vermont Cities and Towns, Facts, Map, Flag, Colleges, Government, and More